# Брантом-ан-Перигор
Брантом-ан-Перигор (фр. Brantôme en Périgord) — муніципалітет у Франції, у регіоні Нова Аквітанія, департамент Дордонь. Брантом-ан-Перигор утворено 1 січня 2016 року шляхом злиття муніципалітетів Брантом i Сен-Жульєн-де-Бурдей. Адміністративним центром муніципалітету є Брантом. Населення — 3721 особа (01.01.2021).

## Історія
1-1-2019 до Брантом-ан-Перигор приєднали колишні муніципалітети Кантіяк, Евіра, Ла-Гонтері-Булунес, Сен-Крепен-де-Ришмон, Сансенак-Пюї-де-Фурш і Валей.